# Cobden (Illinois)
Cobden é uma vila localizada no estado americano de Illinois, no Condado de Union.

## Demografia
Segundo o censo americano de 2000, a sua população era de 1116 habitantes.
Em 2006, foi estimada uma população de 1109, um decréscimo de 7 (-0.6%).

## Geografia
De acordo com o United States Census Bureau tem uma área de
3,2 km², dos quais 3,2 km² cobertos por terra e 0,0 km² cobertos por água. Cobden localiza-se a aproximadamente 145 m acima do nível do mar.

## Localidades na vizinhança
O diagrama seguinte representa as localidades num raio de 24 km ao redor de Cobden.